# Diocèse de Banjarmasin
Le diocèse de Banjarmasin (en latin : Dioecesis Bangiarmasina) est une église particulière de l'Église catholique en Indonésie, dont le siège est à Banjarmasin, la capitale de la province de Kalimantan du Sud.

## Histoire
La préfecture apostolique de Banjarmasin est érigée le 21 mai 1938 par détachement du vicariat apostolique de Bornéo hollandaise.
Elle devient vicariat apostolique le 10 mars 1949 et perd une partie de son territoire le 21 février 1965 à l'occasion de la création du vicariat apostolique de Samarinda. Le 3 janvier 1961, le vicariat est érigé en diocèse en même temps que les autres juridictions catholiques en Indonésie. Le diocèse appartient alors à la province ecclésiastique de Pontianak.
Le 5 avril 1993, le territoire du diocèse est à nouveau découpé pour créer le diocèse de Palangkaraya et le 29 janvier 2003, le diocèse change de province ecclésiastique pour devenir suffragant de l'archidiocèse de Samarinda.

## Organisation
Le diocèse compte 14 paroisses en 2022, dont la cathédrale de la Sainte-Famille de Banjarmasin.
Le territoire du diocèse est évangélisé par les prêtres italiens des Missionnaires de la Sainte-Famille (M.S.F.) dont la majorité des évêques du diocèse sont issus.

## Ordinaires du diocèse

### Préfet apostolique
- Jacob Jan Kusters, M.S.F. (1938-1949)

### Vicaires apostolique
- Joannes Groen, M.S.F. (1949-1953)
- Wilhelmus Joannes Demarteau, M.S.F. (1954-1961)

### Évêques
- Wilhelmus Joannes Demarteau, M.S.F. (1961-1983)
- Franciscus Xaverius Rocharjanta Prajasuta, M.S.F. (1983-2008)
- Petrus Boddeng Timang, (2008-2023)
- Victorius Dwiardy (de) O.F.M. Cap. (depuis 2023- )

## Source
- Catholic-Hierarchy

### Articles liés
- Catholicisme en Indonésie
- Liste des provinces ecclésiastiques catholiques